# Præsidentvalget i Island 1988
Præsidentvalget 1988 på Island.
| Vigdís Finnbogadóttir  | 117 292 | 94,59 |
| Sigrún Þorsteinsdóttir | 6 712   | 5,41  |
|                        |         |       |

| Valg | Spire Denne valgsartikel er en spire som bør udbygges. Du er velkommen til at hjælpe Wikipedia ved at udvide den. |